# بطريق ملك
البطريق الملك أو ملك البطاريق (الاسم العلمي: Aptenodytes patagonicus) هو نوع من فصيلة البطاريق.